# Robe chasuble
Pour les articles homonymes, voir Chasuble (homonymie).
Une robe chasuble est une robe sans manches et sans col destinée à être portée par-dessus un chemisier, une chemise, un T-shirt ou un pull. Elle est souvent le type de robe choisi pour un uniforme scolaire.

## Étymologie
Un chasuble est un vêtement sacerdotal à deux pans et sans manche avec une ouverture pour la tête, que le prêtre revêt par-dessus l'aube et l'étole pour célébrer la messe, ou d'autres actions liturgiques précédant ou suivant immédiatement la messe.

## Galerie

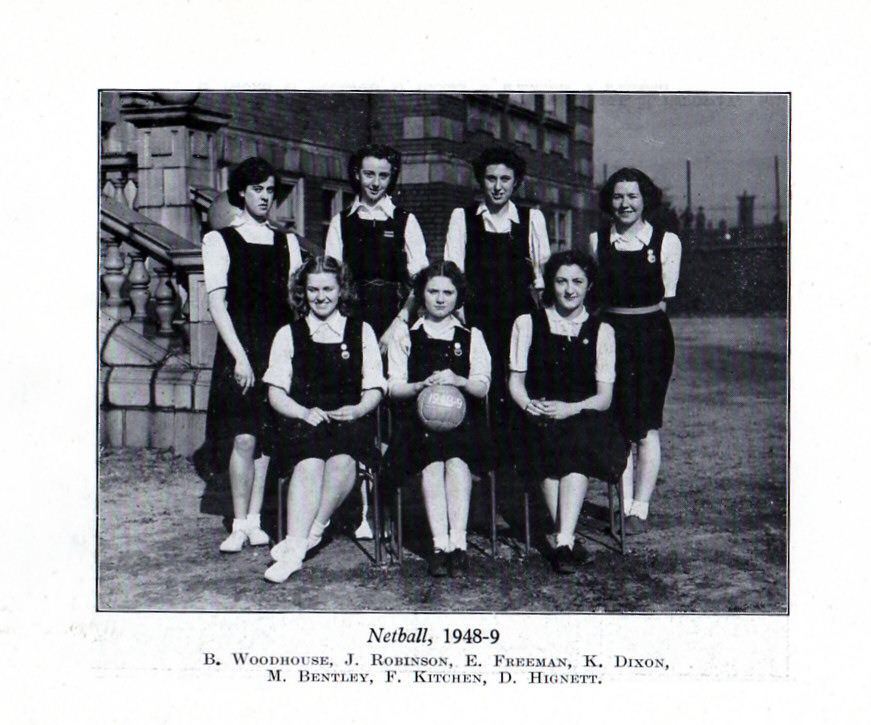
L'équipe de netball de la Hyde Grammar School (Greater Manchester, Angleterre) en 1949 : elles portent des gymslips, une robe chasuble britannique pour le sport
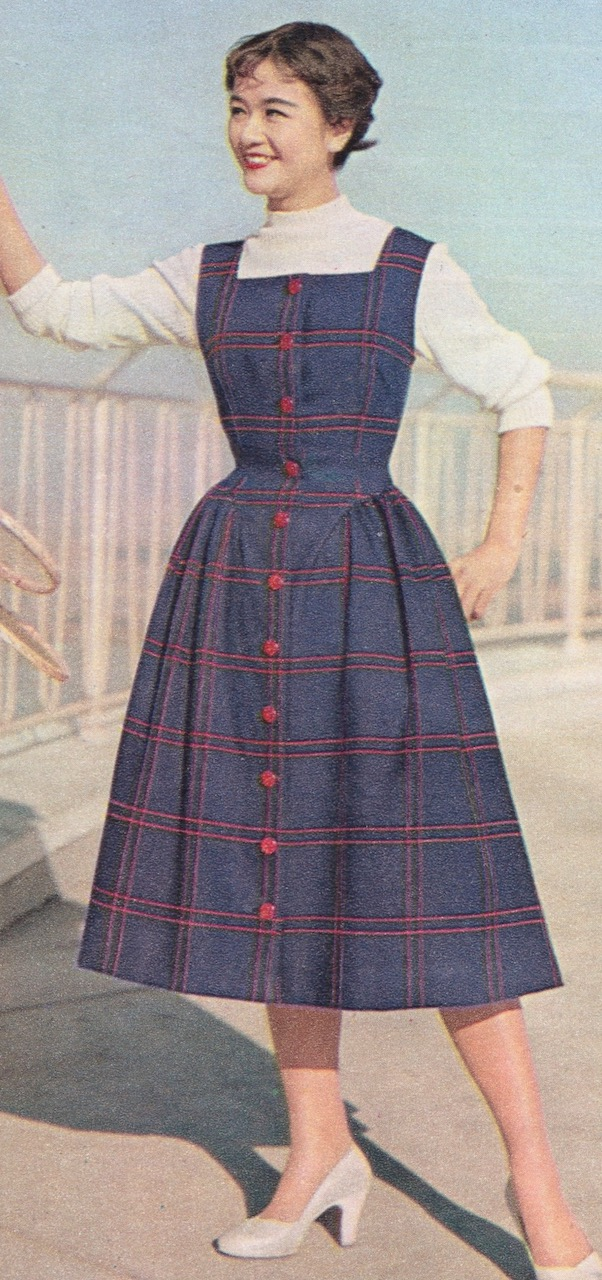
1956
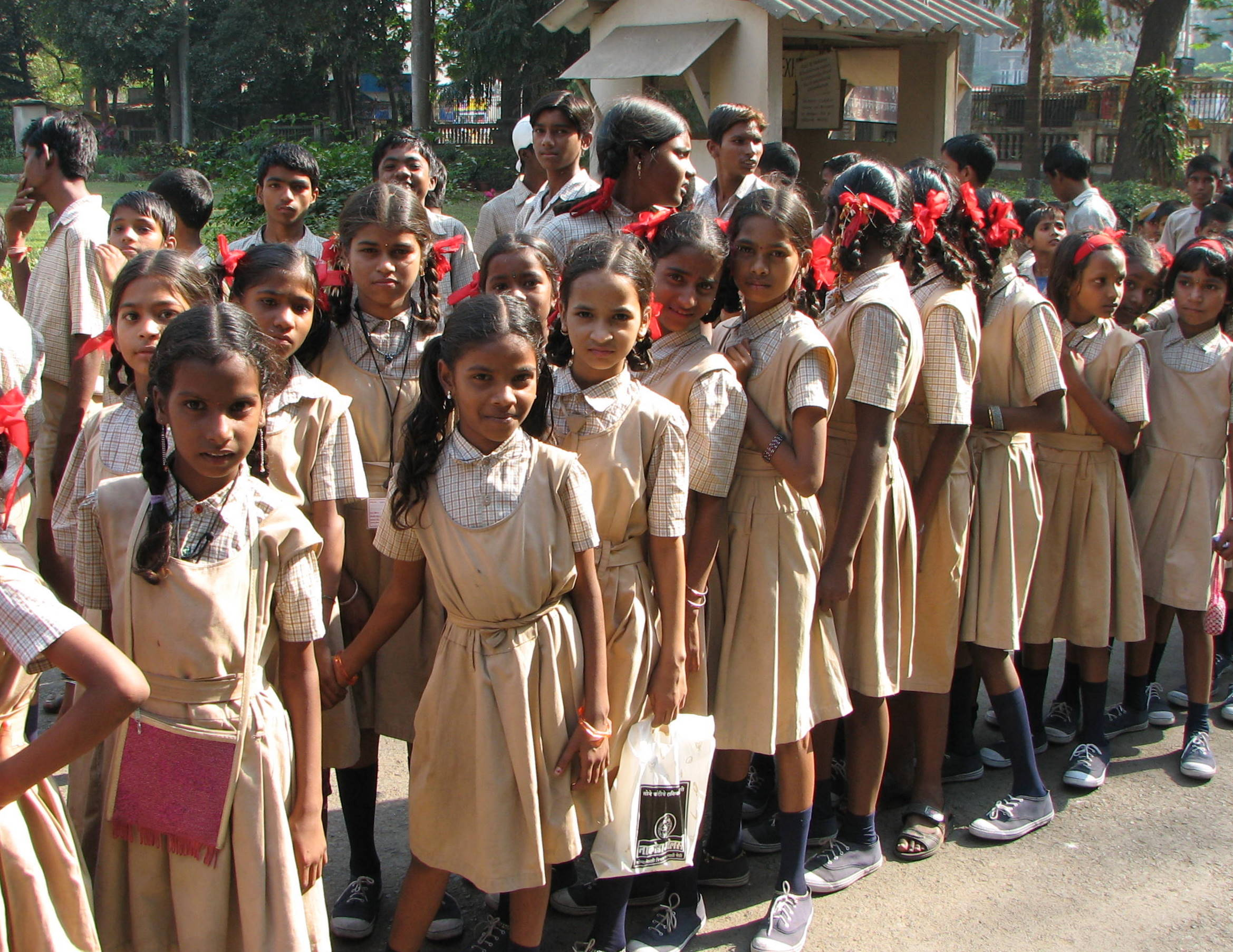
Élèves de Mumbai, 2006
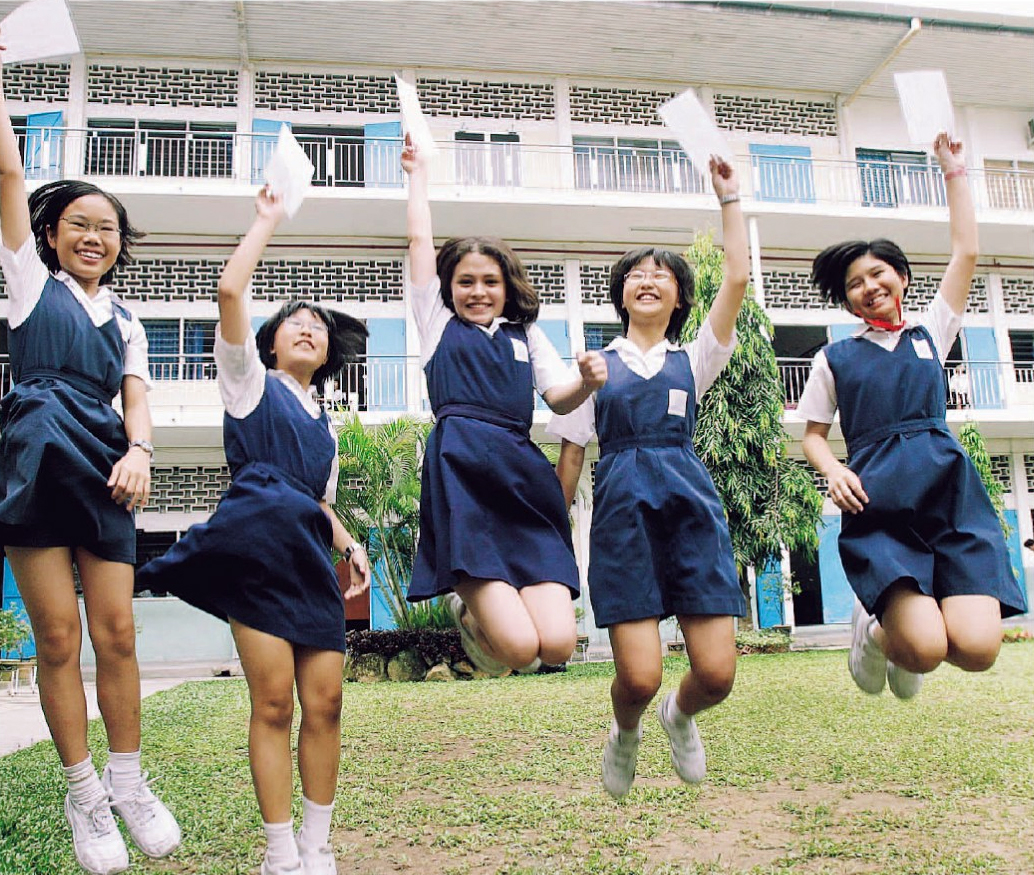
Élèves malaisiennes, 2007
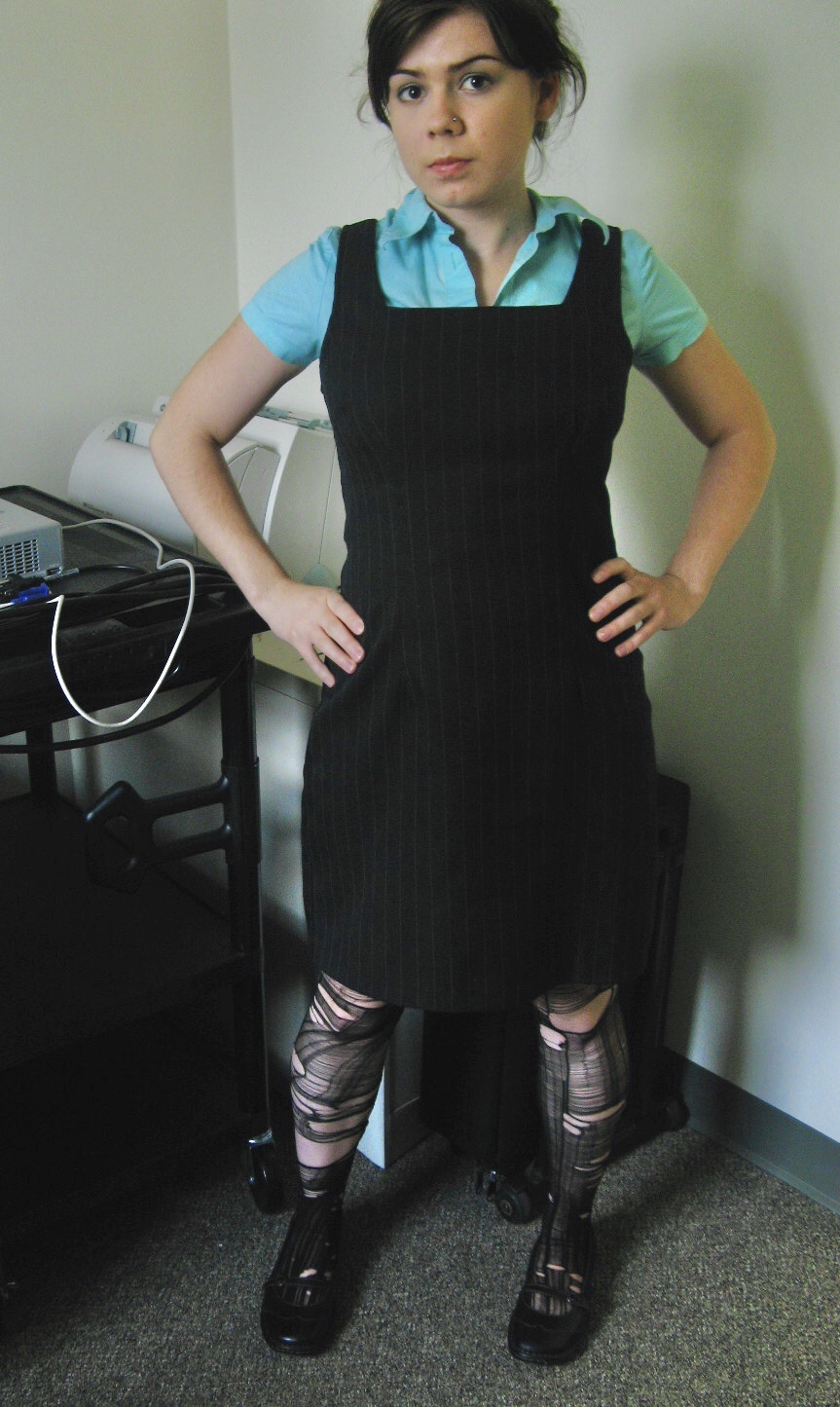
2007
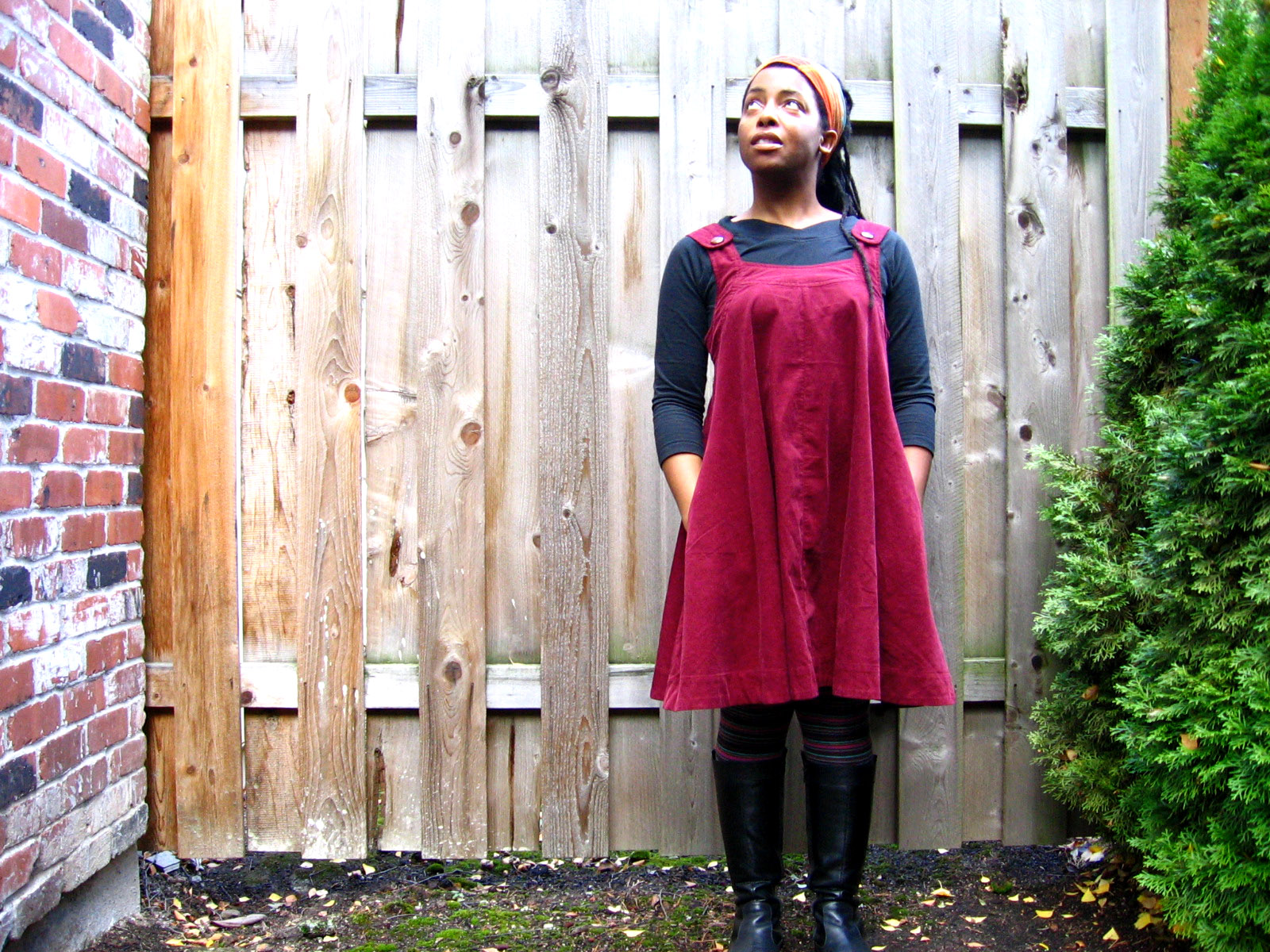
2007